# FC Bunjodkor

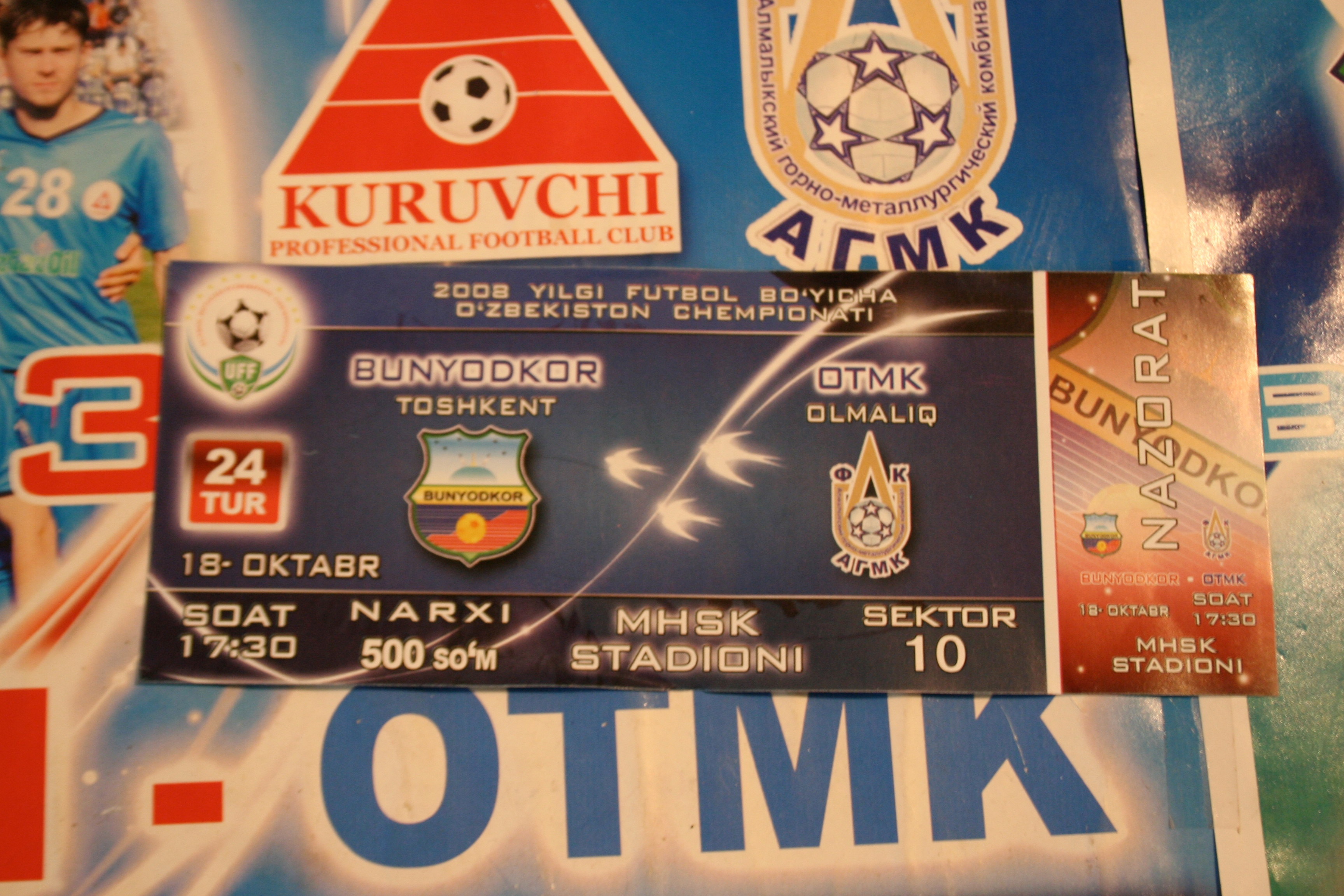

FC Bunjodkor (Oezbeeks: Бунёдкор футбол клуби),  is een Oezbeekse voetbalclub uit Tasjkent.
De club werd in 2005 opgericht als Neftgazmontaj-Quruvchi en heette later PFC Kuruvchi. In het eerste seizoen promoveerde de club vanuit de regionale competitie in de regio Tasjkent naar de Oezbeekse tweede divisie. In het seizoen 2006/07 werd de club meteen kampioen en promoveerde naar de Oliy Liga, het hoogste niveau in Oezbekistan. In het seizoen 2007/08 werd de club tweede en plaatste zich voor de AFC Champions League. Begin augustus 2008 werd de club hernoemd in FC Bunjodkor.
In de zomer van 2008 baarde de kapitaalkrachtige club opzien met grote transferperikelen. Eerst werd Samuel Eto'o van FC Barcelona aan de club gelinkt en kwam zelfs naar Tasjkent. Tot een akkoord kwam het echter niet. In augustus maakte Rivaldo (AEK Athene) bekend naar Bunyodkor te gaan. In september 2008 stelde de club de Braziliaan Zico aan als nieuwe trainer. Onder leiding van Zico won de club in 2008 zowel de beker als de landstitel en reikte Bunyodkor tot de halve finale van de AFC Champions League. In juni 2009 werd de trainer Luiz Felipe Scolari aan de media gepresenteerd als opvolger van Zico. Scolari stapte in mei 2010 echter op om persoonlijke redenen.

## Erelijst
- Oliy Liga

2008, 2009, 2010, 2011, 2013
- Beker van Oezbekistan

2007, 2008, 2010, 2012, 2013

## Bekende (ex-)spelers
- Oeloegbek Bakajev
- David Carney
- Denilson
- Ratinho
- Rivaldo